# Republica
Republica — английская альтернативная группа, образованная в Виндзоре (англ. Windsor, Беркшир, Англия) в 1994 году.

## История
Группа была основана в 1994 году Тимом Дорни и Энди Тоддом. Вокалистка Сэффрон (Саманта Мэри Спрэклинг), уроженка Лагоса в Нигерии с китайскими и португальскими корнями, ранее работала на подтанцовке у «N-joi», выступала в мюзикле «Starlight Express» и к моменту создания группы уже выпустила два сингла: «One Love» в 1992 году и «Circles» в 1993-м. Гитарист Джонни Мейл и ударник Дейв Барбаросса (в прошлом — ударник «Adam and the Ants» и «Bow Wow Wow») присоединились к «Republica» сразу после выхода успешного сингла «Ready To Go». В таком составе команда выпустила два альбома: «Republica» (достиг 4-й позиции в «UK Albums Chart») и «Speed Ballads».
Группа несколько раз прекращала существование. Сэффрон в эти периоды сотрудничала, уже в качестве вокалистки, с «The Cure», «The Prodigy», Junkie XL и Джеффом Беком. «Republica» собралась вновь в 2010 году, переиздав в новой версии свой самый успешный сингл, «Ready To Go».

## Состав

### Текущий состав
- Сэффрон (англ. Saffron, «Шафран»; наст.имя — Саманта Мэри Спрэклинг, англ. Samantha Marie Sprackling; род.3 июня 1968 года в Ибадане, Нигерия) — вокал
- Тим Дорни (англ. Tim Dorney; род.30 марта 1965 года в Аскоте, Беркшир) — клавишные
- Джонни Глу (англ. Jonny Glue, наст.имя — Джонатан Эдвард Мейл, англ. Jonathan Edward Male; род.10 октября 1963 года в Виндзоре) — гитара
- Пит Райли (англ. Pete Riley) — ударные

### Бывшие участники
- Энди Тодд (англ. Andy Todd) — клавишные (1994—1997)
- Дейв Барбаросса (англ. Dave Barbarossa) — ударные (1994—1997)
- Эликс Тирнан (англ. Alix Tiernan) — перкуссия

## Дискография

### Альбомы
1. Republica (Deconstruction — 5 October 1996)
2. Republica — Limited Edition 2 Disk Set (Live Versions) (Deconstruction — 1998)
3. Speed Ballads (Deconstruction — 30 July 1998)
4. Christiana Obey EP (2013)
5. Damaged Gods (2024)

### Синглы
| Год  | Песня                      | UK сингл | U.S. Hot 100 | U.S. Modern Rock | Альбом        |
| ---- | -------------------------- | -------- | ------------ | ---------------- | ------------- |
| 1994 | «Out of this World»        | -        | -            | -                | -             |
| 1994 | «Bloke»                    | 85       | -            | -                | Bloke EP      |
| 1996 | «Ready to Go»              | 43       | 56           | 7                | Republica     |
| 1997 | «Ready to Go» (re-issue)   | 13       | -            | -                | Republica     |
| 1997 | «Drop Dead Gorgeous»       | 7        | 93           | 39               | Republica     |
| 1998 | «From Rush Hour With Love» | 20       | -            | -                | Speed Ballads |
| 1998 | «Try Everything»           | -        | -            | -                | Speed Ballads |
| 2010 | «Ready To Go 2010»         | -        | -            | -                | -             |